# 화소원명원
화소원명원(火燒圓明園: Burning Of Imperial Palace)은 홍콩에서 제작된 이한상 감독의 1983년 영화이다. 양가휘 등이 주연으로 출연하였다.

## 출연

### 주연
- 양가휘
- 류샤오칭
- 진엽